# 逆境九壯士
『逆境九人』（ぎゃっきょうナイン）為島本和彦的漫画，簡稱為「GK9」。
在『月刊少年Captain』（德間書店）上、從1989年連載到1991年。全28話。
是部含有運動毅力和搞笑等要素的棒球漫畫。描述主角「不屈鬥志」和全力学園棒球部一同勇敢面對不斷襲來的逆境並且目標是要獲得甲子園的優勝。本作特色則是在追求成為男子漢之路上，有著充滿男子氣概的內容還有徹底顛覆常識以外的故事發展。
本作續集名稱為『激鬥』。另外作者本人也將本作畫成同人誌版本並且還自行發表搞笑版及外傳等數篇作品。
2005年被改編成電影《功夫棒球》。另外還改編成小説『平成偉人傳系列 跨越試煉的不屈鬥志物語 克服112比0的大逆境』。

## 概要
本作描述主角不屈鬥志要面對一個個向全力学園棒球部襲來而過太過非現實的種種「逆境」、並且就像他的名字一樣以不屈的鬥志一一跨越、是部充滿島本和彥風格的「熱血」漫画。
作為搞笑版的運動毅力漫画、有許多超越棒球漫画的題材而毫無意義的破天荒情節展開、作者自己也把本作定義為「搞笑漫画」。一方面，作中的人對於這種情況會認真地面對它（另外也會自己做出搞笑的事），而另一方面也有讓讀者能夠對裡面的人物投入感情的功能的熱血故事的一面。而這樣兩面性的表現方法在作者過去的作品中也能常常看見、本作則是把這份特徵更加明顯化。無論是把它作為過度熱血的搞笑表現或運動毅力的描寫、讀者都能用各種方法來接受、而這種滿是熱情和男子氣概的作風也讓許多粉絲對本作有高度的評價。
作為故事的展開方式、除了能看到運動毅力的路線外、同時也常常能看到所謂少年漫畫的戰鬥系的要素、這種成為被讀者所批評而被叫作「力量通膨」的現象、其意義則是主角往往藉由打擊加以提升力量而展開故事。本作中對於逆境來訪的不屈會大叫出「這就是逆境呀!!」的話、這時他不但會學到新的魔球而且能力還因此提升來強化自己、或是不屈自己反而會發揮驚人的力量來逆轉整個逆境、其戰鬥系要素的「力量通膨」並沒有加以改變、但在本作中卻能夠漂亮地轉變成搞笑要素而讓這個現象更加昇華。
裡面的人物履次講出許多積極且具衝擊性的台詞或是在許多場面中引用了人生訓示、這些話也在粉絲之間變成一種流行語。這樣的訓示表現，之後也被許多作品加以繼承採用，像是『炎之言靈』系列，把漫畫的一面脫離掉的話就能夠歸結成一份名言集、另外也成為孕育出像是『大熱言』等描述人生教訓的作品的土壤。連載時，和本作有關的特殊企画「逆境人生對談」也跟著一併連載、這個企畫當然也是作者自己用像是本作人物一樣，以強而有力有男子氣概的想法來回答讀者的人生煩惱。這時的作者想法也反映在同時期的作品『燃燒吧 筆』上、另外也因為這樣，讓島本在後年的廣播節目中，給與他作為主持人有很大的影響。
單行本有少年Captain Comices全6集（德間書店刊、已絕版）、寬版的少年Captain Comices Special全4卷（德間書店刊、絕版）、復刻版小学館SundayGX Comices全6巻（小学館刊）。小学館SundayGX Comices版的第6集中有初回限定的「特別版」以及有包括作者原創的原創事件廣播劇CD。
本作續集『激鬥』連載在雜誌Evening（講談社）上。以前作的十幾年後為舞台、描述娶妻的主角不屈鬥志因為受傷而引退，但之後又再次回來職業棒球的故事。但中途就中止連載。而作者則是宣佈如果有大量的聲音支持的話會使它加以復活。
其電影版，由ASMIK ACE ENTERTAINMENT加以拍成『功夫棒球』並且從2005年7月2日在全國電影院上映。
小說版則為『平成偉人傳系列 跨越試煉的不屈鬥志故事 克服112比0的大逆境』（藤谷治著・2005年小学館刊）。

## 登場人物
（聲優名字來自廣播劇CD）

### 全力学園高中
不屈鬥志（ふくつ とうし、声：櫻井孝宏）：3棒（之後打5棒）、投手、背号1、3年生
主角。棒球部隊長的左撇投手。不屈的鬥志每次只要一進入逆境中就會加強本身的力量。是個會強行拉人入部的熱血漢子、並且時常會因為一些超級逆境連續到來而能看到他脆弱的一面。在地區大賽第三次戰後、因為被誤解而被拉下隊長的位置並且成為板凳球員（背号10）、但在地區大会準決賽中發揮了他優秀的投手能力。在履次襲來的逆境中學會了「男球」「全力七光」等魔球。在甲子園決賽前喪失記憶、但也讓他作為一個男人而有更大的成長。
- 作中並沒有不屈打四棒的描寫（除了適用透明跑者制時）、但不知為何在結尾中有「投手兼4棒」的台詞。

榊原剛（声：池田秀一）：顧問
「特別擅長的是實踐的歷史」的社會科老師。關於棒球方面雖然是個門外漢、但因為擁有許多人生方面的知識而代替不區成為棒球部部長。是個連校長都無法忽略的男人、但也會有因為喝酒而發酒瘋的一面。在大賽時轉調到強力學園、而因此成為全力學園的最大敵人。
本作的擔任編輯把這個名字當作筆名、同樣用榊原剛的名字以評論家身分出道。
校長（声：内海賢二）
全力学園校長、對於學生們經常不予許他們妥協和怠惰。突然宣佈要廢除棒球部、而要用這種逆境來加強不屈的鬥志並且對他的成長以一種嚴厲卻又溫暖的表現來守護著他。
萩原龍（声：諏訪部順一）：投手、背号11、2年生
因為親人的關係而從黑風高中轉學來全力學園（當時他是隊長和投手、背号1）。在黑風高中時，和全力學園的練習賽就不斷熱戰著並且因此和不屈成為好友。是位很有騎士精神的男人而且擅於打架而周圍的人相當害怕。在不屈不在時就是隊中的投手。在最後決賽中還學會了男球。不屈成為板凳時，他的背号成為1番。和月田明子在國中時就是同學，而且達到朋友以上戀人未滿的關係。因為家裡很窮、比起他粗暴的性格，對於金錢更加重視。
新屋敷章（しんやしき あきら、声：伊藤健太郎）：1番、游擊手、背号6（之後打2棒、二壘手、背号4）、3年生
很難拒絕女性、所以是個比起棒球更喜歡女人的類型。但在和不屈的熱戰中、而讓他的棒球魂終於被打開。
山下鐵男（やました てつお、声：羽多野涉）：9棒（之後打7棒）、左外野手、背号9、1年生
體格嬌小而且臉長得像狗、講關西腔，在隊中就像是吉祥物一樣，但在跑步中卻是相當優秀。也有會不去練習的情況、但卻因此讓他能夠順利考過讓六位隊友都離開的期中考。原型來自作者的助手（當時）、之後在「少年Magazine」出道的山下鐵男。
- 在和日之出的決戰中代替昏倒的不屈投球（沒有場面出現，只有描述）。

龜谷萬念（かめや まんねん）：3棒、一壘手、背号3、3年生
棒球實力相當優秀而且是個「只有棒球主義」的人、因為輸給不屈而加入棒球部。是王貞治狂熱粉絲、喜歡的東西是龜屋萬年堂(甜點公司)的「納佛納(甜點)」「森之詩」、Asahi飲料公司的「J.O.」。入部後追求王的精神・和他的生活方式並且還以要打出超越864隻全壘打的記錄為目標。原型來自王貞治、喜歡的東西也是來自於王所拍過的廣告。名字則是來自於龜屋萬年堂。
長嶋茂（ながしま しげる）：4棒、三壘手、背号5、2年生
龜谷的朋友、同樣是長嶋茂雄的狂熱粉絲、在龜谷入部後，為了追隨他那熱情的決心而入部。原型來自長嶋茂雄。
月田明子（つきた あきこ、声：堀江由衣）：經理、2年生
個性開朗且有責任感、但也有點天然呆的球隊經理。過去在未加入社團時、將練習過度的不屈送到保健室、而被不屈看見她的器量於是邀請她加入棒球部。
桑原真實子（くわばら まみこ、声：田中理惠）
讓不屈一見鍾情的美少女。因為是不屈常去的醫院的醫生女兒而且和不屈相當親近，所以被隊友所誤解。之後不屈喜歡上她。臉的原型來自酒井法子。名字和性格則是用作者在和編輯談公事的家庭餐廳的服務生（作者似乎喜歡上她性格的優點）。連載時，因為酒井法子髮型有改變、所以桑原同樣也跟著改變髮型。
源完人（みなもと? かんと）：6棒、捕手、背号2
通稱為康德。校長的外甥、在成員不足時，不知從那出現而入部。在不屈當板凳時，作為隊中的理性派而帶領棒球隊、但在與日之出決戰前因為知道自己的極限、於是以後在幕後負責隊務。
安藤瀞羽（あんどう トロワ）：部長
社会科教師。雖然是個美女，但性格相當輕佻而常對不屈他們潑冷水。原本休產假、之後才知道是她搞錯了。因為慶祝出席甲子園的慶典而讓她慌忙回來、結果讓來代課的榊原因此被迫轉調到他校去、而引來新的危機。「瀞羽」這個名字並未在作中登場、而是出現在連載中的人物紹介欄裡。
山根小太郎（やまね こたろう）：8棒、左外野手、背号7
通稱根小。和山下在學校裡比賽輸給他後而成為好友並且加入棒球部。有著像是貓的外型而且行動也像是貓而讓父母相當擔心、但他卻把這股野生的力量轉化為球技而成為名球員。
平棚彦（たいら たなひこ）：1棒、中堅手、背号8
原來是個機車狂、和山下在學校裡比賽輸給他後而成為好友並且加入棒球部，還把機車給賣了。
花：9棒、游擊手、背号6
在部員不足時，不知從那出現而入部。在作中直到最後，存在感都很薄弱、連他的名字都無法知道。
後藤健（ごとう たけし、声：吉野貴宏）：2棒、一壘手、背号3、2年生
有著男子漢的外表和言行、但在練習之下意外地發現他的意志相當脆弱。之後因為期中考不及格、為了補習而離開高中棒球大賽。在還沒有活躍前就這樣消失了。
大石倉助（おおいし くらすけ、声：平勝伊）：4棒、捕手、背号2、3年生
和不屈相當親密。之後因為期中考不及格、為了補習而離開高中棒球大賽。以後未再登場。
小林孝志（こばやし たかし、声：河野裕）：7棒、二壘手、背号4（後に控え、背番号10）、3年生
期中考不及格、為了補習而離開高中棒球大賽，但比其他隊員更早歸隊。在地區預賽決賽中回來比賽。
古家秀明（ふるや ひであき、声：武藤正史）：5棒、左外野手、背号7、1年生
隊中唯一的美少年。。之後因為期中考不及格、為了補習而離開高中棒球大賽。以後未再登場。。電影中、不但沒有離開反而還有出賽。
南洋（みなみ ひろし、声：根津貴行）：6棒、三壘手、背号5、1年生
因為數学不及格、讓他無法在重要的比賽中幾乎無法登場的事情嚇到了不屈。之後因為期中考不及格、為了補習而離開高中棒球大賽。以後未再登場。
橫山直也（よこやま なおや、声：田島裕也）：8棒、中堅手、背号8、1年生
因為不屈而辭掉工作，然後被店長開除。之後因為期中考不及格、為了補習而離開高中棒球大賽。以後未再登場。

### 日之出商業高中
有著壓倒性實力且常常進入甲子園的強豪。是全力学園棒球部最大對手之一。
（打擊順序・背號依地區預賽為主）
高田二流（たかだ ジロー、声：森久保祥太郎）：4棒、背号1
棒球部隊長。是位因為長的矮而使用下勾投法的高手。名字是因為姐姐叫一流美，於是從其順序而取名。也許因為那個名字而被自尊心高的姐姐所輕視、為了讓憧憬的姐姐認同自己而一心拼到棒球隊隊長位置。在不屈面前吃下初次敗戰後、有一段大大的成長。以後不屈的朋友身分來幫助全力学園棒球部。
勝木強（かちき つよし）：8棒、捕手、背号2
野球部第2捕手。有著無法認知到自己是不認輸的人的性格、被人叫作「討厭認輸的勝木」。即使和不屈的比賽中被打敗、因為那份性格和充滿自信的言論而讓不屈感受到輸掉的感覺。在地區預賽決賽的比賽中、因為那種驕傲的性格而被高田給換下來。
星野（ホシノ）：1棒、背号7
強打、擅長把打出去的球直擊投手的臉而讓投手無法比賽的打法。只要打中的話就會在棒子上填上一顆星星。在最初的對戰就讓把不屈打昏而使全力學園陷入最大危機、但後面被醒來的不屈以男球給解決、而無法爬起來。
馬力（バリキ）：8棒、捕手、背号22
地區預賽決賽中，代替勝木成為捕手的選手。
彈凱：1棒、背号15
地區預賽決賽中，替換受傷的星野的選手。
有馬（アルバ）：2棒、一壘手、背号3
雷神具武愛也（ライジング ファイヤー）：3番、背号8
無頼（ブライ）：5棒、背号6
村雨（ムラサメ）：6棒、背号5
天王丸（テンノウマル）：7棒、背号4
雷神具三打（ライジング サンダー）：9棒、背号9
七轉御燒（ナナコロビ ヤオキ）：教練
有著嚴格練習和態度的魔鬼教練。對於復活的全力學園的猛攻沒有因此著急慌亂、反而冷靜地分析戰力並且保持輕鬆的態度、但這種態度反而變成危機。

### 強力学園高中
有和不屈同樣性格・毅力的十一名球員的高中。過去是個弱小的棒球部，但因為廢部決定而振奮起來並且進入決賽中。和全力学園棒球部進行了無數的死鬥。
無敵勇士（むてき ゆうじ）：9棒、投手、背号1
棒球部主將。為了克服無法使用男球的弱點、在準決賽中硬是解決了一百分的逆境而學會了男球。
底力（そこぢから）：3棒、捕手、背号2
激鬥：2棒、背号3
武士道：4棒、背号6
逆轉：5棒、背号7
必殺：6棒、背号9
炎尾：7棒、背号8
根氣：8棒、背号4

### 其他人
不屈根性（ふくつ こんじょう）：55歳
不屈鬥志的父親。從不屈小時候就灌輸他熱烈的毅力、是個在他迷惘時會將他導入正軌的有著偉大情操的男人。以演出電影『人間的証明』的三船敏郎的臉為原型。
不屈撫子（ふくつ なでしこ）
不屈鬥志的母親。
不屈大和（ふくつ やまと）：77歳
不屈闘志的祖父。
不屈男兒（ふくつ だんじ）：27歳
不屈鬥志的哥哥。警官。高中時、是個完成實戰空手100人對打的猛者。
不屈卑彌呼（ふくつ ひみこ）：25歳
不屈鬥志的姐姐。
不屈乙女（ふくつ おとめ）：中学2年生
不屈鬥志的妹妹。
高田一流美（たかだ いるみ）
原体力高中的啦啦隊女郎。日之出商業高田的姐姐。自尊心高到會讓父母親哭泣。
山路險（やまじ けわし）：4棒、投手、背号1
元体力高校野球部。在作中的4年前、高中野球大賽決勝中因為被人再見轟而戰敗、是個決不認輸還會笑給別人看的一流男人。因為這種姿態吸引到高田一流美，之後和他訂婚。
桑原（くわばら）
桑原真實子的父親、桑原醫院院長。是個有著醫師的冷靜和男人魂的好漢。原型來自席維斯·史特龍、因此精通在作中沒有必要性的拳擊。
雜種1号（ザッシュいちごう）
桑原真實子的愛犬、從『炎之轉學生』來客串。
束狩：5棒、投手、背号1
駄麻下（だました）商業高中棒球部。與隊員一起放出假消息要來追上全力學園、但因為輸給他們的氣迫而遭到猛烈攻擊而敗北。
落田（おちた）：投手
砦二高（とりでにこう）選手。前年的優勝投手，擅長指叉球、作中中只有在不屈的夢中登場。
原型被認為來自夏季甲子園的優勝投手，原・取手二高的石田文樹。
高木（たかぎ）：投手
膽識很高的選手。過去是個不良學生，但因為老師的熱情和指導而重生。不過在日之出商面前吃下大敗戰、連觀眾也都看不下去。

## 用語
逆境
是指無法想像的際遇和不幸的事。也有時是自己想的太過天真但相反地卻有更加嚴厲的事到來的事情。是成長為男人時不可或缺的事情。
男球（おとこだま）
將靈魂灌入球內的必殺魔球（氣球）。當氣勢最強時，球上會有一個像是在咆嘯的臉。在地區預賽決賽中，由不屈所投出來。初期是直球、後來經過巨大成長的不屈能夠將它投成變化球。
全力七光
不屈鬥志最初的魔球。實際上只是個單純的變速球、但因為軌跡相當有迫力，會讓對手以為是速球而太早揮棒。有著對球給予「影響力」的意義而取這個名字。在和龜谷萬念對決時有使用過、以後則沒有使用（不過在和藤田和日郎合作的外傳中有使用過一次）。

## 作中的逆境
- 廢部決定 - 校長通知棒球部要廢部（第1話）
- 成員7名脱落・投手投球的手受傷 - 比賽前、九名成員中有七名因為受傷、生病或心理問題而退場。連作為投手的不屈的投球手也脫臼（第1話～第2話）
- 剩下4名成員 - 地區大賽第2回戰前，有六名部員因為成績不及格、為了補習而無法出戰高中棒球大賽。於是部員只剩四名（第6話）
- 隊長失去信用 - 因為受傷而無法出賽的不屈、被隊員誤會是和女生在一起不去比賽，因此失去了信用（第8話）
- 112比3的分數 - 地區大賽決賽中、當不屈從昏迷中醒過來時、第9局上已經差了109分（第14話）
- 剩下54分差，卻無法繼續比賽 - 地區大賽決赛中、即使已經把比數拉到只剩五十四分，但整個球隊卻只剩下不屈和受傷的荻原，其他人全都因為疲勞而無法繼續比賽（第18話）
- 部長退部 - 球隊的精神支柱榊原老師轉調到別處、取而代之卻是和不屈不合的安藤成為部長（第22話～第23話）
- 敵人有11倍之強 - 決賽中的對手強力学園棒球部的11名成員都有像是不屈一樣的等級（第26話）
- 過去的老師是敵人 - 榊原成為強力学園棒球部準顧問（第27話）
- 隊長記憶喪失 - 不屈因為車禍、不但趕不上比賽還失去記憶（第27話）

## 戰蹟
（不包括3球勝負等私鬥）
- vs日之出商業高中 ○9-0 - 練習賽。因為下雨，所以日之出商放棄比賽上（規則上放棄比賽，會變成九比零）。這是因為日之出商打算準備隔天要出戰大強高中（練習賽）、所以才會因此這樣決定。

- vs黑風高中 ○2-1 - 練習賽。因為便當關係而無法發揮平常實力，於是只好打粗暴打法的黑風及因為自責而無法認真發揮的全力學園進行著混亂的比賽、最後雙方互相以實力來決鬥。

- vs駄麻下商業高中 ○16-15 - 地區預賽第1回戰。在五局前就被拿了十五分、但因為榊原老師的訓話而氣勢上升，因此逆轉。

- vs世和井 ○ - 地區預賽第2回戦。比數不明。因為缺少不屈，所以對上弱小的世和井也只是險勝。

- vs月奈見 ○11-2 - 地區預賽第3回戦。因為完人的領導和荻原的好投而獲得壓倒性的勝利。不屈這時成為板凳球員。

- vs王者学園 ○ - 地區預賽準決勝。比數不明。由於荻原手痛而退場、換上場的不屈則是則是低潮和麻煩一直在持續下去、後來透過孤注一擲的打和龜谷的再見轟而獲勝。

- vs日之出商業高中 ○113-112 - 地區預賽決勝。不屈為先發但卻被打到昏迷。9局表上出現3比112的大比數差距後、以醒來的不屈為中心而漸漸得分。途中因為打到黃昏而保留比賽（延到隔天）、但卻發生全體隊員無法繼續比賽的危機、於是透過賭上性命的不屈的鬥志而終於贏得勝利。

- vs星雲高中 ○ - 大會第1天。比數不明。壓倒性獲勝。

- vs現代育英高中 ○4-0 - 大會第2天。現代育英零安打。

- vs爆進高中 ○7-0 - 大會第3天。因為不屈的好投而完封對手。

- vs虎之目高中 ○3-0 - 大會準決賽。因為不屈的好投而贏球。

- vs強力学園高中 ○8-7 - 大會決賽。在因為事故而缺少不屈的比賽下，因為荻原的好投而得以持續下去。在要結尾時，不屈終於到來、以全身的男球來引爆整個比賽。

## 餘談
- 在地區預賽決賽中有重要作用的「透明跑者制」規則、實際上並沒有存在於實際的高中棒球中。作者是因為真的接受了有打過棒球的前輩漫畫家岡崎嗣夫的玩笑而就這樣畫了出來、之後才知道沒有這個規則，但已經來不及修正了。

- 連載以前、本作的企畫有點七轉八折，本來預定是要畫個「全部成員都是英雄的足球漫画」，但在預告開始前變成棒球漫畫。這時決定的標題是「全力颱風」，但之後在畫第1話時，改成現在的的標題。

- 全力学園位於作者出身地的南北海道地區。連載當時，北海道還沒有贏得冠軍的前例、在棒球漫畫中也是史無前例。作者則是為了要用這個作品破解這些默契而讓全力學園贏得優勝。之後，偶然地在決定要電影化的2004年時，駒澤大学附屬苫小牧高中贏得北海道的初次冠軍、然後在電影上映的2005年，還完成連霸。另外作者在畫本作時，被認為是史上第一個讓北海道贏得冠軍的棒球漫畫、但之後被讀者說在貞安圭所畫的『問題小子孫六』中就已經讓北道道贏過冠軍。

- 正式賽第1天，與全力学園對戰的星雲高中和棒球漫画『巨人之星』主角的學校同名。而在電光掲示板中也寫著同作登場人物的名字。然後記分版上也能看見『大飯桶』的明訓高中、土佐丸高中、『球道君』的青田高中、『一球先生』的巨人学園的名字。另外裁判的名字則是歷代假面騎士主角的名字（本鄉・一文字・風見・南）。順便一提，飾演本鄉猛的藤岡弘則是有演出電影版的校長角色。

- 電影版中的期中考成績表上的名字，大部分都是電影版的工作人員。

- 電影版的主題曲岡村孝子的『不要放棄夢想』也用在原作第3話標題上。作者在畫本作時也是這首歌的歌迷、而電影版則是完成他的心願而採用這首歌。

- 演出廣播劇的聲優・田中理惠在高中時參加過まんが甲子園、那時也和擔任評審的島本和彦相遇。當時島本和以成為聲優為志願的田中約定「出道的話要在我的作品中出現喔」。而本作的廣播劇也完成這個約定。

## 廣播劇CD
『逆境九壯士 廣播劇 特別編』。收錄在2005年小學館發行的SundayGX漫畫第六集（特別版・初回限定）。由濃縮版「全力学園棒球部和隊長不屈鬥志的奇蹟軌跡」、原創廣播劇「再會了榊原! 逃出虎口進入龍穴編」、獨家收錄「島本和彦のマンガチックにいこう! 逆境九壯士特別編」三篇所組成。
濃縮版作成像是寫在地區預賽優勝後的月田明子的筆記本上的形式、描述了原作的開始到地區預賽優勝的過程。也收錄有特別寫的印象歌曲「炎之笑顏」（作詞：島本和彦、歌：水木一郎）。
原創廣播劇的原案為島本和彦、劇本為座主一剛。描述地區預賽決賽後、為了泡溫泉而前往山中的事情。榊原要離開全力学園棒球部的真正理由也在裡面說了出來。
獨家收錄是廣播節目『島本和彥のマンガチックにいこう!』的搞笑版、由真正節目的主持人的島本和彥和節目助手愛奈美（涉谷愛奈美）所表演。內容則是由作中的登場人物們寄來明信片並且由島本回答的形式。

### 原創廣播劇大綱
在地區予賽決賽結束後、為了治好全身是傷的棒球部成員們、於是他們前往由校長好友所開的溫泉旅館。但卻發生去的旅館崩塌的逆境。在遇難的地方被溫泉學園所救的成員們也受到他們的款待，可是榊原卻發酒瘋而大鬧一場。隔天、棒球部為了不要讓事情曝光、於是和溫泉学園棒球部進行一場有商業目的的練習賽。全力學園們因為不習慣高山中的溫泉地形而陷入苦戰，不屈究竟能不能跨過這個逆境呢？ 然後榊原似乎也隱藏了一件不詳的大秘密!?

### 原創廣播劇中的原創人物
登別（のぼりべつ・声：森久保祥太郎）
溫泉学園棒球部隊長。因為活用溫泉地的地利，而讓全力學園陷入苦戰。
有馬（ありま・声：日野由利加）
溫泉学園高中校長。温泉学園是把温泉旅館和学校合而為一的學校、校長由旅館女老闆擔任。有著和她溫柔口氣不合的能幹、連榊原也被她解決掉。雖然和校長同年，但因為常泡溫泉的關係而看起來相當年輕。

## 關連作品
- 無謀隊長 - 以長大後成為老師的荻原為主角的作品。
- 男人的一張紅牌 - 不屈以主角朋友的身分客串出場。
- 激鬥 - 正式續集。描述成為職棒選手的不屈的故事。
- 動畫店長 - 不屈以主角的老友身分登場、還幫忙『逆境九壯士』的促銷。本作設定中，不屈鬥志（只在這個作品世界）成為實際的名人、並且裡面的『逆境九壯士』是以不屈為題材來描述而成為一部小說。
- 新・怒吼吧 筆 - 將本作真人電影版加以搞笑化的作品。

## 關連項目
- 功夫棒球